# 蘭德爾·西蒙

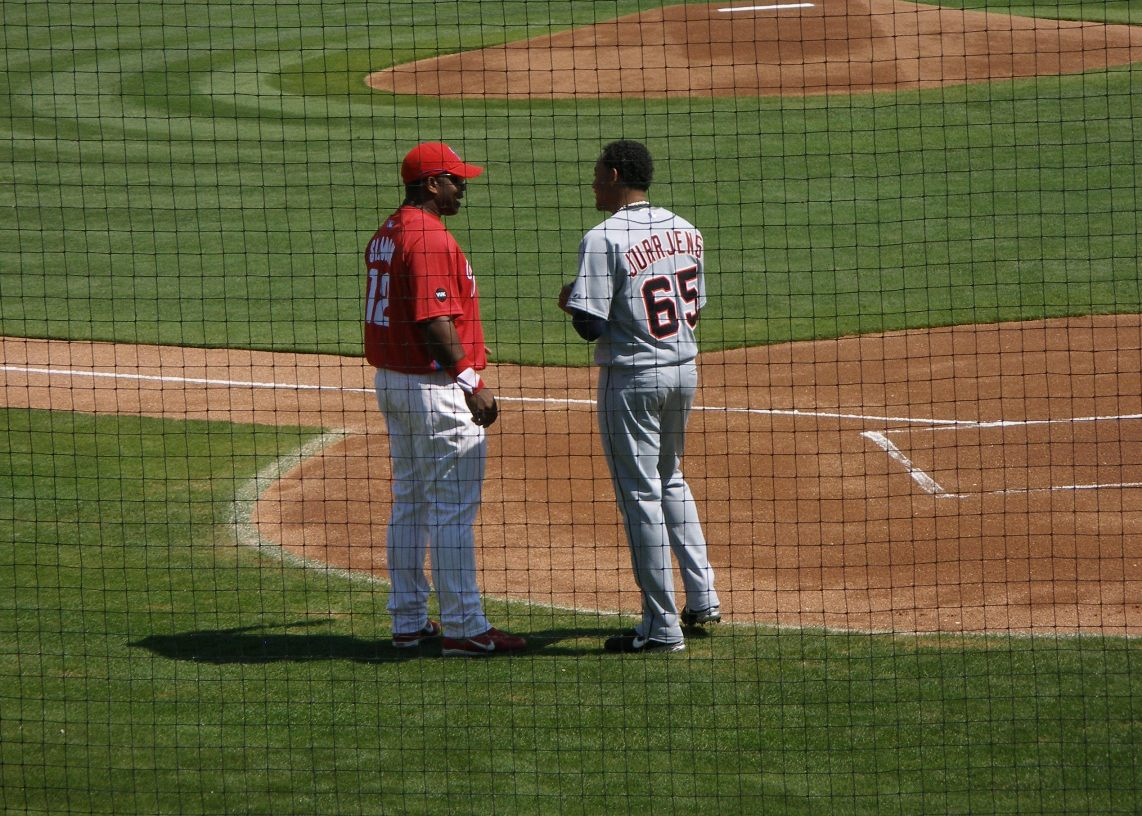
蘭德爾·西蒙（左），右為同樣來自庫拉索島的選手吉爾·傑貞斯

蘭德爾·卡利托·西蒙（英語：Randall Carlito Simon，1975年5月25日—）是一名庫拉索島前職業棒球選手，守備位置為一壘手，球員生涯為1997年至2006年間，曾於美國職業棒球大聯盟、委內瑞拉職業棒球聯盟和日本野球機構出賽。2006與2009年，西蒙代表荷蘭棒球代表隊參加了世界棒球經典賽。

## 軼聞

### 棒打香腸人事件
2003年7月9日，當日西蒙效力的匹茲堡海盜隊於客場對上密爾瓦基釀酒人隊，6局上結束後，進行了釀酒人主場著名的餘興節目『香腸人賽跑』。當時四名身穿香腸服裝的參賽者跑過海盜休息區時，西蒙竟拿球棒打在其中一名香腸人頭上，使得扮演香腸人的大學生曼蒂·布洛克（Mandy Block）失去平衡應聲倒地；所幸球棒只擊中了吉祥物服裝的頂部填充部分，遠高於她的頭部位置，因此布洛克只有擦傷膝蓋。儘管如此，西蒙在賽後受到警方訊問，後來因行為不當被罰款432.10美元，美國職業棒球大聯盟將他禁賽3場並罰款2000美元。之後他向布洛克道歉，並把事件中親筆簽名的球棒送給了她。庫拉索旅遊局也提供了布洛克前往西蒙的家鄉庫拉索島的免費旅行；2004年3月，她和母親一起造訪了那裡。布洛克（婚後改姓瓦格納）在2021年的一次採訪中表示，她認為這起事件“很有趣”，她同時也對媒體將西蒙敘述為罪犯表示不滿，她相信西蒙是純粹想與吉祥物嬉戲，並無任何惡意傷害他人的意圖。

## 引用
- 1. ESPN "Sausagegate" （页面存档备份，存于）
- 2. ESPN: Your Turn "Sports Arrests" （页面存档备份，存于）

## 外部連結
- 球員資訊和成績在Baseball-Reference，Fangraphs，Baseball-Reference (Minors)（英文）